# Mike Scully
Mike Scully (Springfield, 2 de octubre de 1956) es un escritor de televisión estadounidense, ganador de un premio Emmy, reconocido por su trabajo en la serie animada Los Simpson entre 1997 y 2001 (temporadas 9-12).
Comenzó como escritor y productor de Los Simpson en la quinta temporada y escribió varios episodios de la sexta, incluyendo Two Dozen and One Greyhounds, y Lisa's Rival. Durante la temporada 14, fue escritor y director ejecutivo del episodio How I Spent My Strummer Vacation. 
Fue escritor en Everybody Loves Raymond durante parte de la temporada 7 y todos los de la temporada 8, y cocreó (con Julia Thacker) The Pitts y Complete Savages.
Comenzó su carrera escribiendo las bromas para Yakov Smirnoff. Además, fue coescritor y coproductor ejecutivo, junto con Al Jean, de Los Simpson: la película. Proporciona muchas ideas para la serie, como por ejemplo la frase de Bart en la pizarra en la mayoría de los capítulos.
Una columna publicada en Slate dice que Los Simpson ha dejado de ser un programa realista sobre la vida familiar, transformándose en una caricatura típica, durante los años en los que Scully se desempeñó como productor ejecutivo. 

"Bajo el liderazgo de Scully, Los Simpson se convirtió en una caricatura tradicional... Episodios en alguna vez habrían terminado con Homer y Marge andando en bicicleta al atardecer (tal vez mientras Bart aportaba una cuota de gracia) ahora terminan con Homer disparando un dardo tranquilizante en el cuello de Marge."

Según Ken Levine, Scully formó parte de las marchas relacionadas con la huelga de actores de 2007 de Writers Guild of America mientras estaba en muletas.

## Episodios deLos Simpsonescritos por Mike Scully

### Sexta temporada
- Lisa's Rival
- Lisa on Ice
- Two Dozen and One Greyhounds

### Séptima temporada
- Marge Be Not Proud
- Team Homer

### Octava temporada
- Lisa's Date with Density

### Novena temporada
- Treehouse of Horror VIII (The HΩmega Man)

### Décima temporada
- Sunday, Cruddy Sunday (con Tom Martin, George Meyer, y el hermano de Mike, Brian)

### Undécima temporada
- Beyond Blunderdome
- Behind the Laughter (con Tim Long, George Meyer, y Matt Selman)

### Decimotercera temporada
- The Parent Rap (con George Meyer)

### Decimocuarta temporada
- How I Spent My Strummer Vacation